# Искусство Каргополья
Каргополь широко известен различными народными художественными промыслами: особой каргопольской глиняной игрушкой, древнерусской живописью, зодчеством и скульптурой, резьбой и росписью по дереву, кубовой набойкой (крашением ткани), узорным ткачеством и вышивкой.. В конце октября 2019 года город Каргополь включен в Сеть творческих городов ЮНЕСКО в области декоративно-прикладного и народного искусства.

## Древнерусское зодчество

### Каменное зодчество города Каргополя
Неповторимая старая каргопольская архитектура родилась как сплав местных вкусов: строгая новгородская сдержанность и щедрая узорчатость Москвы. Древнейший из памятников — Христорождественский собор 1552—1562 годов постройки. В  1652 к нему был пристроен небольшой придел и в духе уже XVII столетия украшен резьбой по камню. Этот собор стал родоначальником местной архитектурной традиции.
Наиболее живописная из всех церквей —  Воскресенская  XVII века, которая соединила в себе как черты Успенского собора Московского Кремля, так и каргопольского Христорождественского собора.

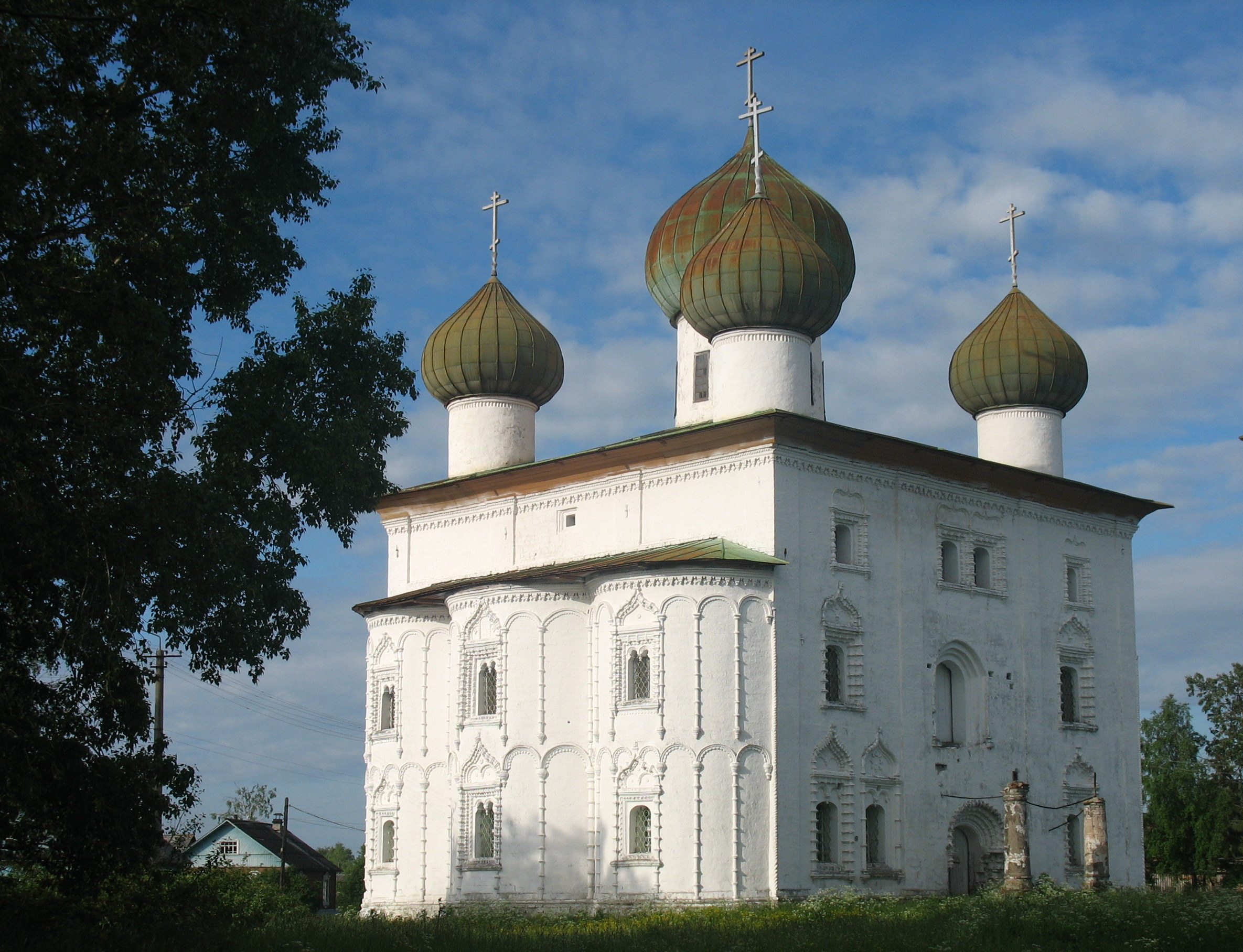
Благовещенская церковь в Каргополе

Одним из высоких образцов русского зодчества XVII столетия является Благовещенская церковь на Старой Тороговой площади Каргополя, которой восхищались и о которой писали в своих работах Ф. Ф. Горностаев и И. Э. Грабарь. Постройка 1692 года, зодчий — Шаханов, 100 рублей в постройку вложил Пётр I.
В едином ансамбле с Благовещенской церковью находится церковь Рождества Богородицы (1678—1682). Прообразом для этой церкви послужили уютные посадские церкви Москвы. Местный зодчий по своему переработал столичные образцы. Выразилось это в вытянутости главного объема, в свободном расположении оконных проемов, окна размещены не рядами, а словно взбегают наискось от нижнего к верхнему углу. Современные этим церквям памятники Центральной Руси очень нарядны, многоцветны, украшены изразцами и лепниной. Каргопольские же храмы белоснежны с лаконичными немногочисленными украшениями.

### Деревянное зодчество Каргополья
Земля Каргополья является редким заповедником деревянного зодчества, где можно найти практически все основные виды и типы северорусских церковных строений.
Простейшие из них состоят всего из одной клети, их можно спутать с жилой или хозяйственной постройкой, только маковка на щипце кровли выдает их принадлежность. Более сложные похожи на терем с высокой крутой кровлей и небольшой главкой на щипце, например, Ильинская церковь в селе Порженском. Троицкая церковь Елгомского погоста XVII века напоминает затейливые хоромы, несколько верхних венцов их срубов сделаны один шире другого и сверху «бочка» наподобие перевернутой вверх килем лодки. Более вместительные церкви строились по типу угловых башен древнерусских крепостей, например, Сретинская церковь 1655 года в селе Красная Ляга.

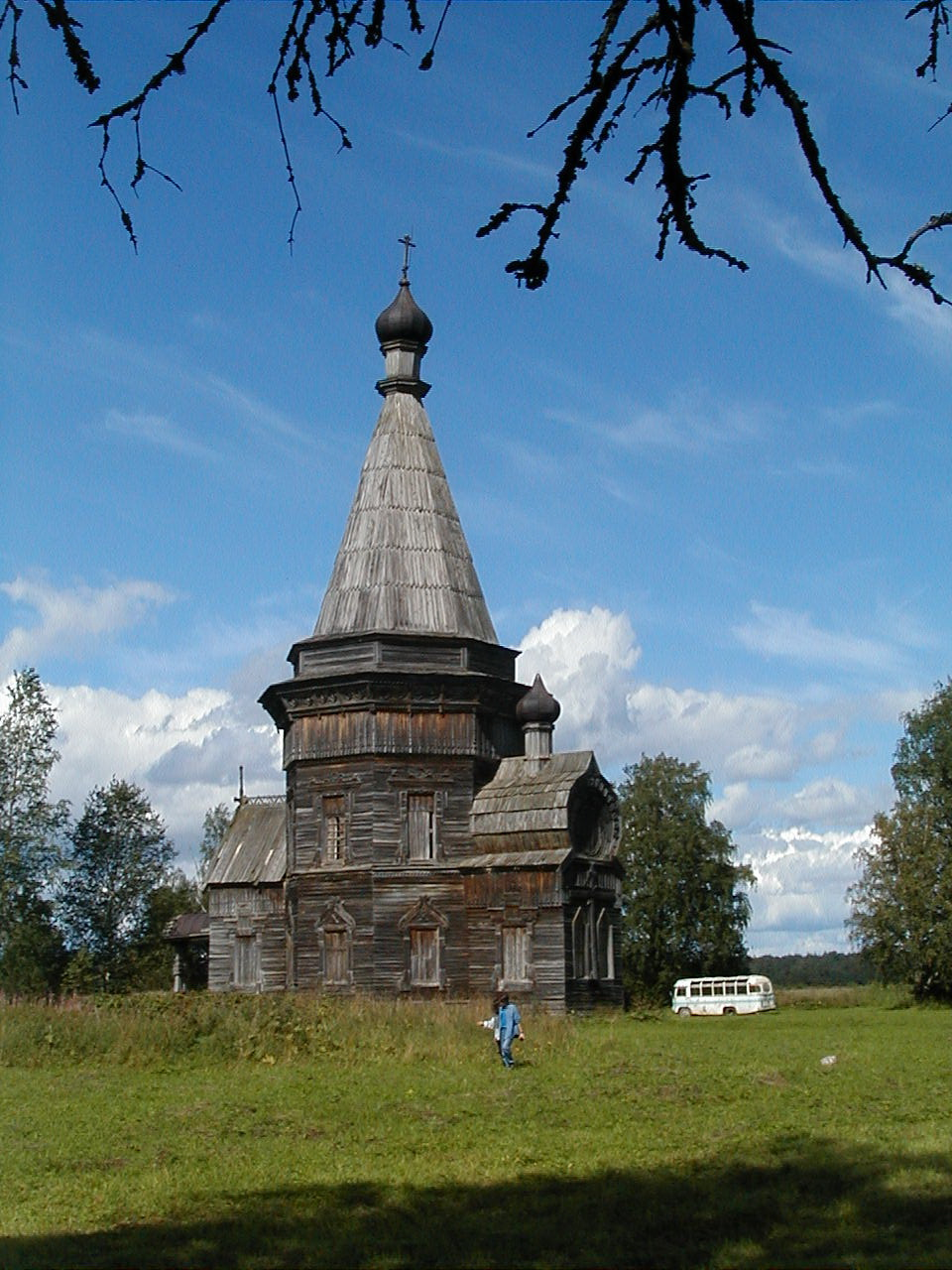
Сретинская церковь 1655 года в селе Красная Ляга

Композиционным центром села, объединявшего несколько деревень, был погост.
```
…Погосты на Севере служили одновременно административными и религиозными, культурными, торговыми и ремесленными центрами. Одни погосты ставили на перекрестке дорог и к ним словно лучи сходились улицы-деревни.
[
4
]
```

Например, Ошевенский погост (1778), где в течение года проводились три многодневные ярмарки, во время которых высокая бревенчатая ограда погоста превращалась в торговые ряды. Торговцы располагались внутри ограды, товары выкладывали на откидные ставни-прилавки.
Для погостов Каргополья был характерен своеобразный тройник: просторная летняя церковь, поменьше зимняя и колокольня между ними. Чтобы не нарушалась зрительная связь между окрестными селениями и их погостом, крестьяне подрубали молодняк или специально прорубали в лесу просеки.
Деревянное зодчество находилось в руках самих крестьян. В нем отражались народные вкусы и традиции. Крестьяне сообща решали, какой выбрать тип строения и какая плотницкая артель станет рубить церковь.
К церкви с запада пристраивали трапезную, которая становилась местом «мирского» совета, а также сбора податей, суда, здесь заключались сделки и хранились волостные документы.
Деревянное строительство в Каргопольском уезде было весьма многочисленным. По писцовым книгам 1561—1562 годов здесь насчитывалось 77 волостей, по переписи XVII века — 83. В каждой из этих волостей были свои погосты с одной, двумя, тремя церквами и колокольнями.

## Древнерусская живопись и скульптура

### Иконопись
Каргополье подчинялось Новгородскому митрополиту. Но многочисленные торговые связи соединяли его с Ростовскими землями. Поэтому местные мастера учились и у новгородских, и у ростовских мастеров иконописи. Искусство Великого Новгорода отличается от других школ древнерусской живописи. Оно поражает своей энергией и мужественной суровостью. Композиции икон предельно лаконичны.
```
"С большой силой проявляются в Новогородской живописи особая ее фольклорность, вкус к звучным тонам и контрастным цветовым соотношениям.
" 
[
8
]
```

И все-таки каргопольская иконопись отличалась от новгородской наивным простодушием, характерным для провинции. В церкви Лядинского погоста сохранились иконы XVI столетия «Никола» и «Флор и Лавр». Изображенные на них святые приземистые, коренастые, рисунок фигур обобщен. Примечательно, Апостолы Евангелисты на царских вратах изображены с простонародными лицами, они напоминают самих северян, цветовой строй неяркий, созвучен природе Каргополья.

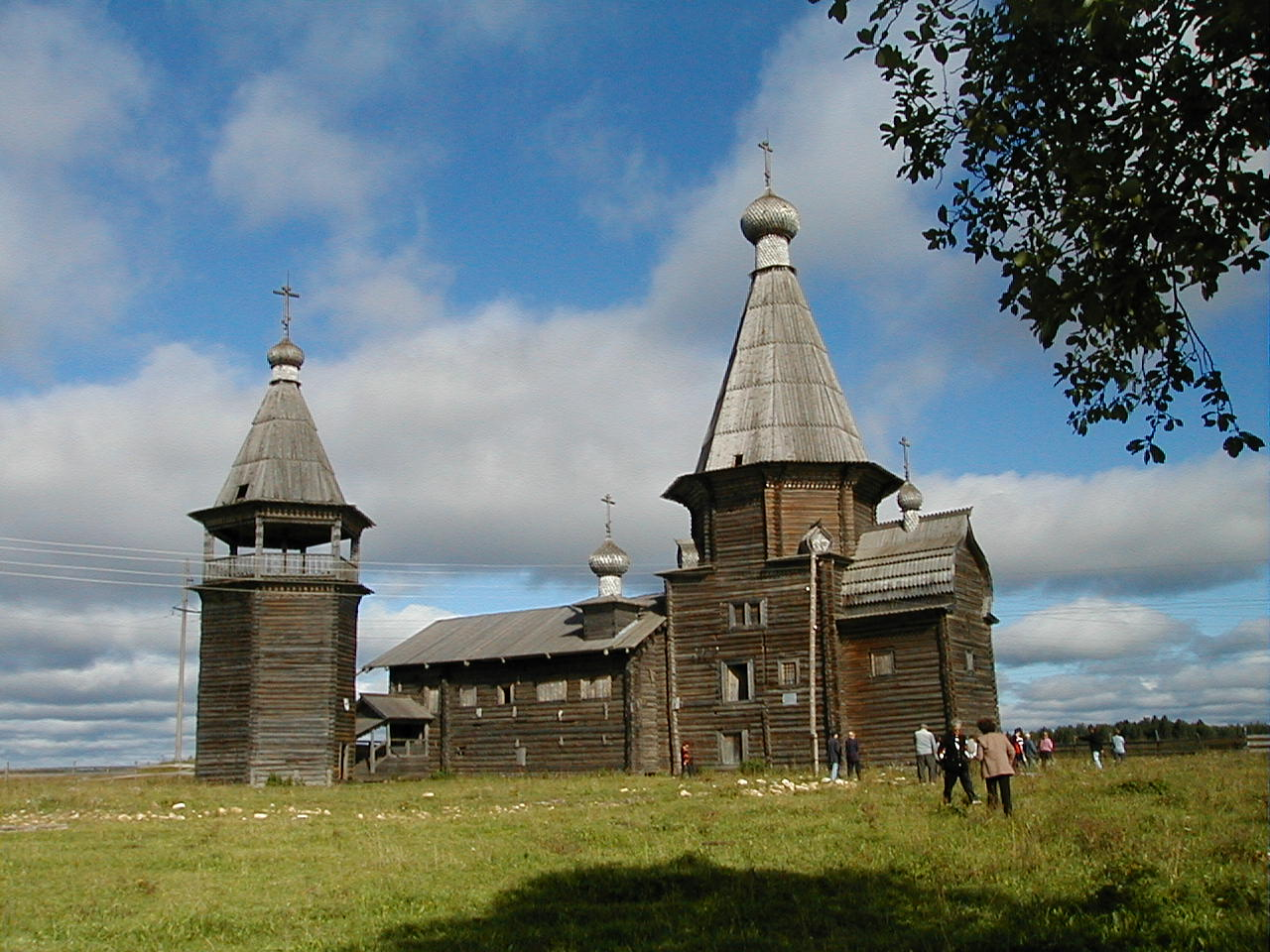
Саунинский погост. Церковь Иоанна Златоуста

Традиции Каргополя выросли все же на новгородской школе иконописи. Но были и те, кто проникся ростовской традицией иконописи, более светлой, лиричной, обращенной к душевному миру человека. В церкви Иоанна Златоуста Саунинского погоста царские врата XV—XVI столетия исполнил местный каргопольский живописец в традициях ростовской школы. Однако цветовая палитра более сдержанна и немногоцветна.
Самое раннее упоминание о местных икононописцах встречается в «Житии Александра Ошевенского» : в конце 1530-х годов каргопольцы Симеон Сокол и его сын Иоанн украшали иконами Никольскую монастырскую церковь близ реки Чюрьеги. Тогда же Симеон написал образ Александра Ошевенского. Появляются новые живописцы.
По мере изучения искусства Каргополья, этот край проявляется как один из крупнейших центров искусства Русского Севера XVI—XVII столетий. Каргопольские иконы отличны по стилистике и цветовой гамме от живописи других районов Севера. Цветовой строй приглушен, краски сдержанные, холодные, силуэты фигур по-новгородски монументальны, но не объемны, а скорее графичны, техника упрощена.
Каргопольская иконопись очень тесно связана с крестьянским искусством, с народной традицией (ткачеством, резьбой, росписью). Композиционные и цветовые решения в иконопись пришли из народного искусства и фольклора.

### Скульптура
Памятников каргопольской скульптуры дошло очень мало. Однако еще в начале XX века в сельских церквах стояли резные распятия, фигуры Христа «в темничке». Объемная резьба сочеталась с иконописью, кистевой росписью и позолотой. Поразительно наличие скульптур в XX веке, ведь с начала XVIII столетия вводился запрет на «иконы резные, истесанные, издолбленные, изваянные».